# Henri Junghänel
 (octobre 2019).
Si vous disposez d'ouvrages ou d'articles de référence ou si vous connaissez des sites web de qualité traitant du thème abordé ici, merci de compléter l'article en donnant les références utiles à sa vérifiabilité et en les liant à la section « Notes et références ».
Pour les articles homonymes, voir Junghänel.
Henri Junghänel est un tireur allemand né le 5 février 1988 à Leipzig. Il a remporté la médaille d'or de l'épreuve de carabine à 50 m tir couché aux Jeux olympiques d'été de 2016 à Rio de Janeiro. Il est depuis 2018, ingénieur chez Porsche à Stuttgart.